# Хаб (мрежни уређај)
Етернет хаб, активни хаб, мрежни хаб, репетитор хаб или само хаб је уређај за повезивање више Етернет уређаја преко упредених УТП каблова (парица) или оптичких каблова и чинећи их да се понашају као један интернет сегмент. Хабови раде на физичком нивоу (нивоу 1) ОСИ модела. Уређај је врста вишеулазног репетитора. Они такође учествују у откривању судара, прослеђујући џем сигнал свим улазима ако открије судар.
Хабови често долазе са БНЦ и/или Атачмент Јунит Интерфејс конекторима да омогуће старим 10BASE2 или 10BASE5 мрежним сегментима. Доступност јефтиних Етернет свичева (разделника) је избацила хабове из продаје, мада се још увек могу наћи у неким старијим инсталацијама и специјализованим апликацијама

## Технички подаци
Мрежни хаб је прилично несофистициран уређај. Он не управља саобраћајем који пролази кроз њега, и сваки пакет уђе кроз било који порт се емитује се ка свим осталим портовима. Будући да се сваки пакет шаље кроз све остале портове, судари се дешавају који у великој мери ометају проток саобраћаја.
100 Мбит/сек хабови / репетитори долазе у два различите разреда брзине: 
- Класа 1: кашњење сигнала максимално 140 бит времена (омогућава превођење између ,  и )
- класа 2: кашњење сигнала за највише 92 бит времена (омогућава уградњу два чворишта у једном сударском домену)[1].

Потреба хостова да детектују сударе ограничава број хабова и укупне величине мреже изграђене коришћењем хабова (мрежа изграђена коришћењем свичева нема тих ограничења). За 10 Мбит/сек мреже изграђене коришћењем репетитор хабова, мора се пратити 5-4-3 правило: до 5 сегмената (4 хаба) су дозвољена између било које две крајње станице. За 100 Мбит/сек мрежу, граница је смањена на 3 сегмента (2 хаба) између било које две крајње станице, па чак и ако су хабови класе 2. Неки хабови имају произвођачке стек портове омогућавајући им да се комбинују на начин који омогућава више хабова него једноставна уланчање хабова преко Етернет каблова, али чак и тако, велике, брзе етернет мреже ће вероватно захтевати свичеве да се избегне граница надовезивања хабова.
Већина хабова открива типичне проблеме, као што су претерани судари и џабовање на појединачним портовима, и поделу портова, искључивањем из заједничког медијума. Тако је ХУБ-Етернет генерално снажнији од обичног Етернета на бази кабла (нпр. 10BASE2), где лоше понашајући уређај може негативно утицати на цео домен судара. Чак и ако се не подели аутоматски, хаб поједностављује решавање проблема јер уклања потребу за решавањем грешака на каблу са више славина, статусна светла на хабу могу да укажу на могући извор проблема или, као последње средство, уређаји могу бити искључени са хаба један по један много лакше него код обичног кабла.
Хабови су класификовани као слој 1 (физички слој) уређаја у ОСИ моделу. На физичком слоју, хабови мало подржавају начин софистицираног умрежавања. Чворишта не читају ништа од података који пролазе кроз њих и нису свесни њихових извора или одредишта. Хаб само прима долазног Етернет оквира, регенерише електрични сигнал, и емитује ове пакете на све друге уређаје на мрежи.
Да бисте послали податке кроз репетитора у употребљив начин из једног сегмента у следећи, пакете и контроле логичке везе (Logical Link Control, LLC) протоколи морају бити исти за сваки сегмент. То значи да репетитор неће омогућити комуникацију, на пример, између 802.3 сегмента (Етернет) и 802.5 сегмента (прстен). То јест, они не могу преводити Етернет пакет у прстен пакет. Другим речима, репетитори не преводе ништа.

## Хабови са две брзине
На самом почетку Етернета, свичеви су били доста скупи. Хабови су патили од проблема брзине, јер ако је било који уређај – 10BASE-T уређај, онда цела мрежа мора да ради на брзини од 10 Мбит/сек. Онда је направљен компромис између свича и хаба, познат као хаб са две брзине. Ови уређаји су се састојали из унутрашњег двопортног свича, одвајајући 10 Мбит/сек и 100 Мбит/сек сегменте. Овај уређај је обично имао више од два физичка порта. Када уређај на било ком од физичких портова постане активан, уређај прослеђује сигнал ка 10 Мбит/сек сегменту или 100 Мбит/сек сегменту, како је потребно.